# Абышов, Руслан Ибрагим оглы
Русла́н Ибраги́м оглы́ Абы́шов (азерб. Abışov Ruslan İbrahim oğlu; род. 10 октября 1987[…], Баку) — азербайджанский футболист, защитник и капитан клуба «Сабах». Выступал за сборную Азербайджана.

## Клубная карьера
Футболом начал заниматься с 7 лет в ДЮСШ города Баку. Первый тренер — Али Муаллим. Воспитанник футбольной школы «Нефтчи». Бо́льшую часть профессиональной карьеры провёл в рядах флагмана азербайджанского футбола — клуба «Нефтчи», откуда он затем перешёл в «Хазар-Ленкорань». Имеет также четырёхмесячный опыт выступления в составе турецкого клуба «Денизлиспор». 26 февраля 2013 года в статусе свободного агента подписал контракт с казанским «Рубином» на два с половиной года. 19 апреля 2013 года дебютировал за «Рубин» в матче 25-го тура чемпионата России против «Амкара».

## Сборные Азербайджана
Выступал в составе молодёжной (был капитаном команды) и юношеских сборных Азербайджана до 15, до 17 и до 19 лет.
Впервые был призван в ряды национальной сборной Азербайджана немецким наставником Берти Фогтсом в августе 2009 года на матчи со сборными Финляндии и Германии.

## Достижения
«Нефтчи»
- Чемпион Азербайджана (2): 2010/11, 2011/12